# Finkenthal
Finkenthal ist eine Gemeinde im Osten des Landkreises Rostock in Mecklenburg-Vorpommern (Deutschland). Die Gemeinde wird vom Amt Gnoien, mit Sitz in der gleichnamigen Stadt, verwaltet.

## Geografie
Die Gemeinde Finkenthal zwischen den Kleinstädten Gnoien und Dargun liegt von Wald umgeben in leicht hügeligem Gelände. Im Osten grenzt das Gemeindegebiet an den Landkreis Mecklenburgische Seenplatte. Nahe dem Ortsteil Schlutow werden 44 m ü. NN erreicht, hier liegt auch eine der Peenequellen (eine andere nahe Boddin). Zudem fließt durch Finkenthal der Finkenbach, ein kleiner Nebenfluss der Warbel.
Umgeben wird Finkenthal von den Nachbargemeinden Behren-Lübchin im Nordosten, Dargun im Osten, Altkalen im Süden sowie Gnoien im Westen und Norden.
Zu Finkenthal gehören die Ortsteile Fürstenhof und Schlutow.

## Geschichte
Finkenthal und Schlutow wurden in einer Urkunde des Klosters Dargun 1178  erwähnt. 

Finkenthal war ursprünglich als Angerdorf angelegt. 

Das Domanialgut Schlutow wurde von 1921 bis 1945 an Walther und Joachim Harms verpachtet; das Gut wurde nach 1945 aufgesiedelt und ab um 1960 durch die LPG  bewirtschaftet. Das Gutshaus Schlutow von 1883 war nach 1945 Gemeindeeigentum und ist heute in Privatbesitz.
Am 1. Januar 1951 wurde die bisher eigenständige Gemeinde Fürstenhof eingegliedert.

## Politik

### Gemeindevertretung und Bürgermeister
Der Gemeinderat besteht (inkl. Bürgermeister) aus 6 Mitgliedern. Die Wahl zum Gemeinderat am 26. Mai 2019 hatte folgende Ergebnisse:
| Partei/Bewerber         | Prozent | Sitze |
| ----------------------- | ------- | ----- |
| Wählergruppe Finkenthal | 84,51   | 5     |
| CDU                     | 15,49   | 1     |

Bürgermeister der Gemeinde ist Stefan Finke, er wurde mit 83,97 % der Stimmen gewählt.

## Sehenswürdigkeiten

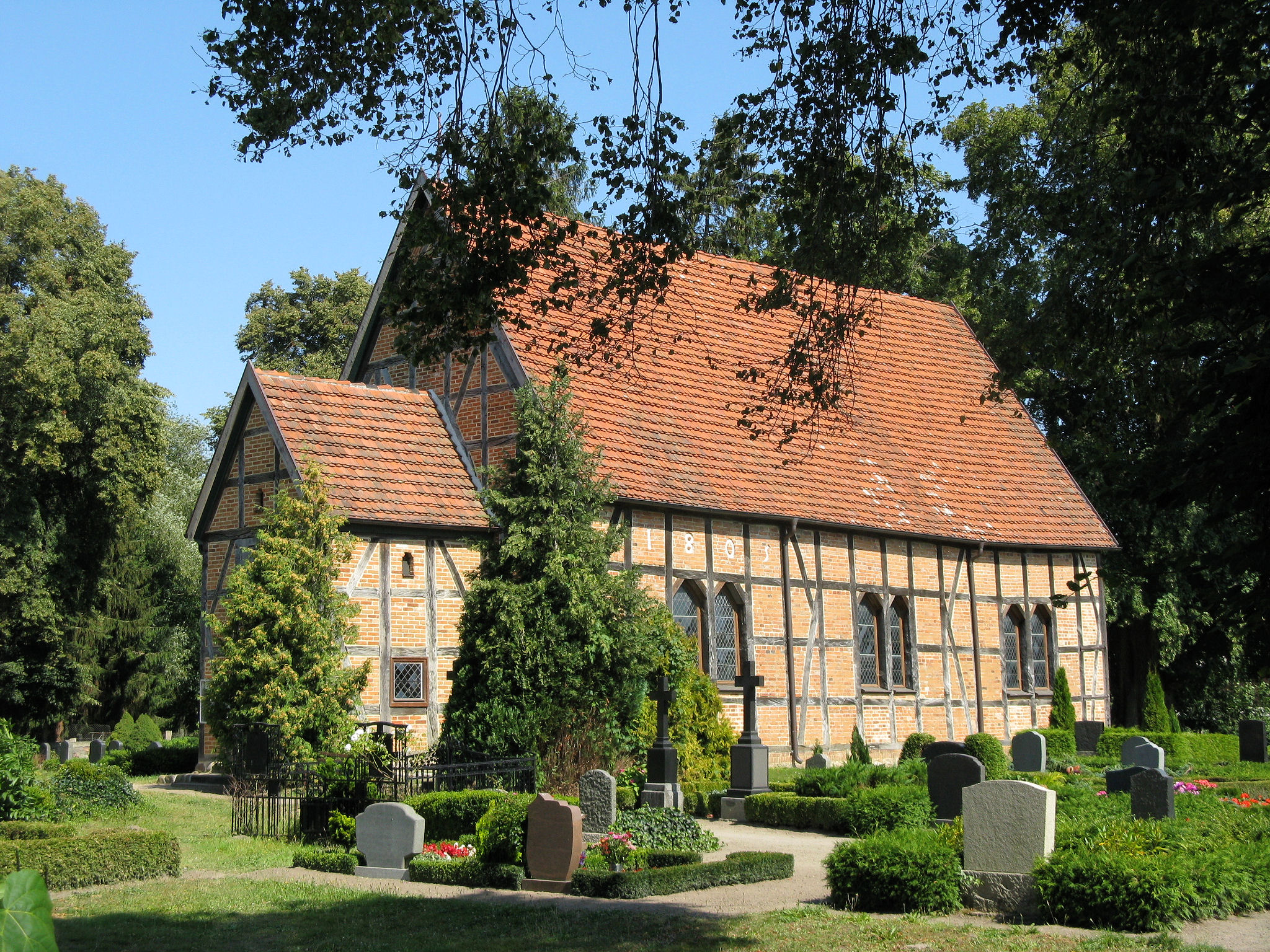
Kirche Finkenthal

- Forsthof Finkenthal mit Stall und Scheune
- Niederdeutsches Hallenhaus in Finkenthal Nr. 70
- Kapelle Finkenthal von 1805, ein Fachwerkbau als Ersatz eines Vorgängerbaus von 1560. Die Kapelle besitzt eine kleine Orgel aus der ersten Hälfte des 19. Jahrhunderts.
- Gutshaus Schlutow von 1883, heute in Privatbesitz (Familie Paetow[4])

## Verkehrsanbindung
Die Bundesstraße 110 durchquert die Gemeinde, sie führt von Rostock nach Demmin. Über die Anschlussstellen Tessin und Bad Sülze ist Finkenthal von der Bundesautobahn 20 aus zu erreichen (Entfernung ca. 17 km). Die nächsten Bahnhöfe befinden sich in Tessin und Demmin.

## Belege
1. ↑  Statistisches Amt M-V – Bevölkerungsstand der Kreise, Ämter und Gemeinden 2023 (XLS-Datei) (Amtliche Einwohnerzahlen in Fortschreibung des Zensus 2011) (Hilfe dazu).
2. ↑  Wahl zur Gemeindevertretung in der Gemeinde - Europawahl / Kommunalwahlen 2019 im Amt Gnoien - Mitgliedsgemeinde Finkenthal. Abgerufen am 23. Oktober 2024.
3. ↑  Bürgermeisterwahl - Europawahl / Kommunalwahlen 2019 im Amt Gnoien - Mitgliedsgemeinde Finkenthal. Abgerufen am 23. Oktober 2024.
4. ↑  Gutshaus Schlutow - Werner Conrad. Abgerufen am 23. Oktober 2024.